# Jörg Kühne (Politiker)
Jörg Steffen Kühne (* 1968 in Leipzig) ist ein deutscher Politiker (AfD). Er war von 2019 bis 2024 Mitglied des Sächsischen Landtags.

## Leben
Von 1991 bis 1998 war Kühne Mitglied der Deutschen Sozialen Union. Unter seinem Vorsitz bildete sich 1994 in Leipzig die DSU-Jugendorganisation Junge Deutschsoziale. Von 2000 bis 2014 war Kühne Mitglied der CDU. 2014 trat er zur AfD über und zog 2014 für die AfD in den Stadtrat von Leipzig ein. Am 1. September 2019 gelang ihm bei der Landtagswahl in Sachsen 2019 der Einzug als Abgeordneter in den Sächsischen Landtag für die AfD Sachsen. Er zog über die Landesliste in den Landtag ein. Bei der Landtagswahl in Sachsen 2024 verfehlte er den Wiedereinzug sowohl im Wahlkreis Leipzig 1 als auch auf der AfD-Landesliste.
Kühne wohnt in Leipzig.